# Allal ben Abdallah

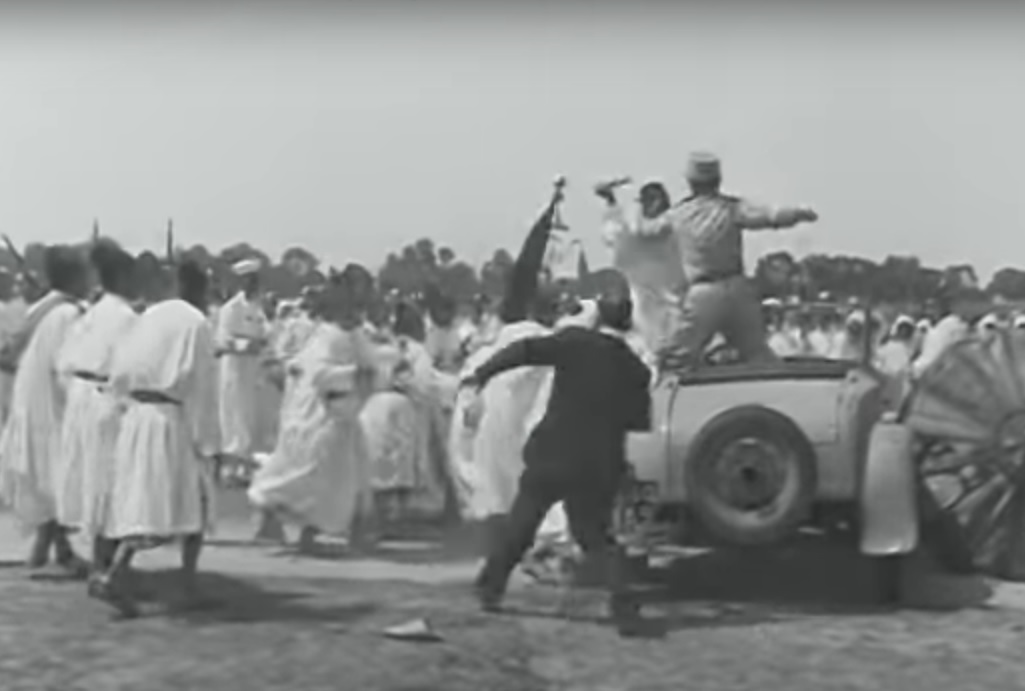
Támadás Mohammed Ben Aarafa szultán ellen 1953. szeptember 11-én. A támadót egy csendőr állítja meg.

Allal Ben Abdallah (Guercif, 1916 – Rabat, 1953. szeptember 11.) marokkói nacionalista, aki megpróbálta meggyilkolni Marokkó korábbi szultánját, Mohammed Ben Arafát. Vértanúnak tekintik, és a hazafiság példájának számít Marokkóban.

## Élete
Allal 1916-ban született Terca tartományban, Guercifben városában. Szegény családban született, és haláláig kézműves festőként dolgozott.

## Halála
Allalt 1953. szeptember 11-én lőtték le, mikor késsel támadt Mohammed Ben Arafa szultánra annak hivatalos látogatásakor.